# Georg von Georgievics
Georg Cornelius Theodor von Georgievics (* 18. August 1859 in Weißkirchen im Banat; † 26. April 1933 in Znaim) war ein altösterreichischer Chemiker.

## Leben
Georg von Georgievics entstammte einer Offiziersfamilie. Sein Vater war der k.u.k. Generalmajor Georg Edler von Georgievics. Er besuchte Schulen in Karlstadt, in Zara in Dalmatien und in Laibach in der Krain.
Anschließend studierte er an der Technischen Hochschule in Wien, an der Chemieschule Mülhausen bei Emilio Domingo Noelting. Auf diese Studien folgte ein Praxisjahr in der Textilfabrik Marienthal.
Unter Zdenko Hans Skraup setzte er in Wien fort und machte die Lehramtsprüfung. Carl Graebe war sein Lehrer an der Genfer Universität. Ab 1886 war er Assistent an der Hochschule für Bodenkultur unter Hugo Weidel in Wien. In Gießen promovierte er zum Dr. phil. Ab 1890 war er Lehrer an einer der angesehensten Staatsgewerbeschulen in Österreich-Ungarn, an jener in Bielitz, wo auch schon seine ersten Forschungsarbeiten entstanden.
Im Jahr 1904 wechselte er als Lehrer an die Deutsche Technische Hochschule in Prag, wo er in den Jahren 1908 und 1909 auch Rektor war. Zum Abschluss seiner Lehrtätigkeit errichtete er in Prag noch die Werkstätte für Druckerei und Farben im Jahr 1927.
Seine Fachgebiete waren die Färberei und Farbentechniken mit deren Lösungsmitteln. Seine Lehrbücher fanden in der Fachwelt große Verbreitung.

## Schriften
- Monographie des Indigos, 1892
- Ausführliches Lehrbuch der Farbenchemie, 5. Auflage 1922
- Lehrbuch der chemischen Technologie der Gespinstfasern, 1917
- Farbe und Konstitution der Farbstoffe, 1920
- Handbuch des Zeugdruckes, gemeinsam mit R. Haller und L. Lichtenstein, 1929